# Svojat
Svojat (en cyrillique : Својат) est un village de Bosnie-Herzégovine. Il est situé dans la municipalité de Živinice, dans le canton de Tuzla et dans la fédération de Bosnie-et-Herzégovine. Selon les premiers résultats du recensement bosnien de 2013, il compte 749 habitants.

## Géographie
Le village est situé au bord de la rivière Krivača.

## Démographie

### Évolution historique de la population dans la localité
| 1948 | 1953 | 1961 | 1971 | 1981 | 1991 | 2013 |
| ---- | ---- | ---- | ---- | ---- | ---- | ---- |
| -    | -    | 553  | 740  | 846  | 850  | 749  |

|  |

### Communauté locale
En 1991, la communauté locale de Svojat comptait 2 935 habitants, répartis de la manière suivante :